# Меерсенски договор
Меерсенският договор през 870 година е споразумение за разделяне на Франкската империя между оцелелите синове на Лудвиг Благочестиви – Карл II Плешиви и Лудвиг Немски, подписан в град Меерсен в днешна Холандия.
Кралство Лотарингия е разделено между Шарл II и Лудвиг Немски през 869 година, след смъртта на племенника им Лотар II – лотарингски крал. Северна Лотарингия е под контрола на датските нормани, а останалата част е поделена между Източното и Западнофранкското кралство чрез договора.